# Jim Davis
 Der er flere personer med dette navn, se Jim Davis (skuespiller).
Jim Davis (født 28. juli 1945) er en amerikansk forfatter af tegneserien Garfield. Han har også lavet andre serier, bl.a. fiaskoen "Gnorm Gnat", men i dag er det kun Garfield han laver.
1. ↑  Navnet er anført på engelsk og stammer fra Wikidata hvor navnet endnu ikke findes på dansk.
2. ↑  Navnet er anført på engelsk og stammer fra Wikidata hvor navnet endnu ikke findes på dansk.